# Campionat d'Espanya de trial 2001
La temporada de 2001 del Campionat d'Espanya de trial fou la 34a edició d'aquest campionat, organitzat per la Reial Federació Motociclista Espanyola. El calendari oficial constava de 8 proves puntuables.

## Classificació final
Font:
| Posició | Pilot               | Motocicleta | Punts |
| ------- | ------------------- | ----------- | ----- |
| 1       | Dougie Lampkin      | Montesa     | 145   |
| 2       | Marc Freixa         | Sherco      | 119   |
| 3       | David Cobos         | Montesa     | 105   |
| 4       | Adam Raga           | Gas Gas     | 101   |
| 5       | José Manuel Alcaraz | Montesa     | 89    |
| 6       | Albert Cabestany    | Beta        | 84    |
| 7       | Marc Colomer        | Gas Gas     | 83    |
| 8       | Jordi Pascuet       | Gas Gas     | 53    |
| 9       | Amós Bilbao         | Montesa     | 41    |
| 10      | Jeroni Fajardo      | Gas Gas     | 29    |

## Categories inferiors
| Categoria    | Guanyador          | Motocicleta |
| ------------ | ------------------ | ----------- |
| Sènior B     | Héctor Escorihuela | Gas Gas     |
| Sènior C     | Francesc Recio     | Beta        |
| Veterans A   | Carles Casas       | Montesa     |
| Veterans B   | Carles Casas       | Montesa     |
| Júnior       | Toni Bou           | Beta        |
| Cadets       | Dani Gibert        | Gas Gas     |
| "Autonomías" | Astúries           | -           |